# Псевдолопатоніс сирдар'їнський
Псевдолопатоніс сирдар'їнський (Pseudoscaphirhynchus fedtschenkoi) — річкова риба родини осетрових, водиться по рівнинній течії Сирдар'ї, в нижній течії рідкісний. Завдовжки без хвостової нитки досягає 27 см, з хвостової ниткою — 36 см. Відкладає ікру в другій половині квітня разом з шипом на кам'янистому ґрунті. Плодючість (за дослідженою рибою завдовжки 23 см) — 1500 ікринок. Харчується головним чином водними личинками комах. Промислового значення не має.
Наприкінці XX століття вкрай рідкісний, ймовірно, вид вимер. Останні поодинокі вилови в 1978 році.